# S:t Marie kommunvapen

S:t Marie kommunvapen (1956–1966).

S:t Marie kommunvapen var det heraldiska vapnet för S:t Marie kommun i det finländska landskapet Egentliga Finland. Vapnet ritades av Ahti Hammar och godkändes av S:t Marie kommunfullmäktige den 17 juli 1956. Vapnet fastställdes av inrikesministeriet den 1 oktober 1956. Motivet är Jungfru Maria med sitt monogram. Jungfru Maria är skyddshelgon för socknens medeltida kyrka S:t Marie kyrka. Jungfru Maria framträdde i böneställning även på flaggan för socknens upprorstrupper under stora ofreden. Kronan och Jungfru Marias monogram förtydligar innehållet i vapenskölden.
Vapensköldens beskrivning är "I ett rött fält knäböjande Jungfru Maria i bön, åtföljd på vardera sidan av Marias monogram; allt i guld". Vapnet förblev ett inofficiell hembygdsvapen efter att S:t Marie blev en del av Åbo stad år 1967.